# 沃里克伯爵夫人黛西·格雷维尔
沃里克伯爵夫人弗朗西丝·伊夫林·“黛西”·格雷维尔（Frances Evelyn "Daisy" Greville, Countess of Warwick，原姓Maynard；1861年12月10日—1938年7月26日）是英国的一名贵族、慈善家，第五代沃里克伯爵弗朗西斯·格雷维尔之妻。她致力于促进女性教育，建立了一些为女性提供园艺、刺绣培训的机构。此外，她也以爱德华七世的情妇身份为人所知。1892年的流行歌曲《Daisy Bell》是为她所写。